# Авраам (фільм, 1994)
«Авраам: Хранитель віри» (англ. Abraham)  — це телевізійний фільм релігійної тематики, створений студією Five Mile River Films у 1994 році, де в головній ролі знявся Річард Гарріс - в ролі Авраама. Режисером виступив Джозеф Сарджент. Фільм був повністю знятий в Марокко, в місті Варзазат. На американському ТВ каналі — TNT фільм вийшов 3 квітня 1994 року як частина циклу фільмів «Біблійна колекція». Фільм є адаптацією Біблійної історії про Авраама — праотця двох могутніх народів — євреїв і арабів.

## Сюжет
Екранізація канонічних розділів Старого Завіту, в якій оживають Біблейські легенди з Книги Буття про Аврама, Прародителя трьох великих світових релігій: юдаїзму, християнства та ісламу. Почувши заклик Бога, Авраам вирушив у мандри, щоб знайти Землю обітовану. Разом з дружиною і невеликою кількістю послідовників він випробував на собі голод, спрагу і могутність єгипетського фараона. Після довгих поневірянь Авраам і його люди досягають Ханаана  — Землі обітованої. Тут народжується його син Ісаак, і Бог піддає Авраама ще одному, найстрашнішому випробуванню.

## Акторський склад
| Актор            | Роль              |
| ---------------- | ----------------- |
| Річард Гарріс    | Авраам            |
| Барбара Герші    | Сарра             |
| Максиміліан Шелл | Фараон            |
| Вітторіо Гассман | Терах             |
| Carolina Rosi    | Агар              |
| Андреа Продан    | Лот               |
| Готфрід Джон     | Еліезер           |
| Кевін МакНаллі   | Нахор             |
| Сімона Ферраро   | дружина Лота      |
| Том Редкліфф     | Серуг             |
| Джуд Олдерсон    | Міка              |
| Евеліна Мегангі  | Реума             |
| Денні Мерцой     | Ізмаїл (9 років)  |
| Джузеппе Пелузо  | Ізмаїл (16 років) |
| Тимур Юсеф       | Ісаак (5 років)   |
| Тейлор Сципіон   | Ісаак (11 років)  |

## Цікаві факти
- Актор Річард Гарріс раніше з'явився в фільмі 1966 року «Біблія: Початок» в ролі Каїна, в якому режисер Джордж Скотт також показував персонажа Авраама.[1]
- Фільм «Авраам» є одним із фільмів циклу «Біблійна колекція» виробництва TNT television network. У Біблійній колекції виробництва цієї студії є 17 фільмів.
- Фільм був повністю знятий в Марокко в місті Уарзазат.[2]